# Alelí Aparicio
Aleli Aparicio (ur. 12 listopada 1992 w Cuzco) – peruwiańska lekkoatletka specjalizująca się w biegach długodystansowych. 
W 2011 zdobyła złoty medal na Mistrzostwach Ameryki Południowej w Biegach Przełajowych na dystansie 6 km. Jako zwyciężczyni  swojej kategorii wiekowej wywalczyła tym samym eliminację do mistrzostw świata, na których zajęła 50. miejsce. 

## Rekordy życiowe
| Konkurencja           | Rezultat | Data                 | Miejsce |
| --------------------- | -------- | -------------------- | ------- |
| Bieg na 10 000 metrów | 35:47,4h | 31 października 2010 | Lima    |